# Jacques Habert
Jacques Léon Jean Marie Habert (ur. 2 maja 1960 w Saint-Malo) – francuski duchowny katolicki, biskup diecezjalny Sées w latach 2011–2020, biskup diecezjalny Bayeux od 2021.

## Życiorys
Święcenia kapłańskie otrzymał 30 września 1989 i uzyskał inkardynację do diecezji Créteil. Pracował głównie jako duszpasterz parafialny, jednocześnie pełniąc funkcje m.in. jednego z kierowników duchownych Ruchu Rodzin Katolickich oraz pracownika propedeutycznej części diecezjalnego seminarium. Od lutego 2010 był wikariuszem biskupim.
28 października 2010 papież Benedykt XVI mianował go ordynariuszem diecezji Sées. Sakry biskupiej udzielił mu 9 stycznia 2011 abp Jean-Charles Descubes. 10 listopada 2020 papież Franciszek przeniósł go na urząd ordynariusza diecezji Bayeux. Ingres do katedry w Bayeux odbył 10 stycznia 2021.